# Doina Melinte
Doina Melinte, née le 27 décembre 1956 à Bacău, est une ancienne athlète roumaine, coureuse de fond et demi-fond.
Aux championnats d'Europe en salle de 1985, 1988 et 1990, elle a remporté la médaille d'or sur 1 500 m. Aux Jeux olympiques d'été de 1984 à Los Angeles, elle a remporté l'or sur 800 m, devant l'américaine Kim Gallagher et sa compatriote Fita Lovin, ainsi que l'argent sur 1 500 m derrière l'italienne Gabriella Dorio et devant la roumaine Maricica Puica.
Elle remporta encore le bronze sur 1 500 m aux championnats d'Europe de 1986. Elle réalise durant cette année le meilleur temps mondial autant sur le 800 m en 1 min 56 s 2 que sur le 1500 m en 3 min 58 s 7.
Un an plus tard, en 1987, elle établit un nouveau record du monde en salle en 4 min 05 s 68 en obtenant l'or aux championnats du monde en salle. La même année, elle gagna encore le bronze aux championnats du monde en plein air. Elle défendit encore avec succès son titre en salle 1989 avec un nouveau record du monde à la clé en 4 min 04 s 79.

## Palmarès

### Jeux olympiques
- Jeux olympiques de 1984 à Los Angeles ( États-Unis) 
  -  Médaille d'or sur 800 m
  -  Médaille d'argent sur 1 500 m

### Championnats du monde d'athlétisme
- Championnats du monde d'athlétisme de 1987 à Rome ( Italie)
  -  Médaille de bronze sur 1 500 m

### Championnats du monde d'athlétisme en salle
- Championnats du monde d'athlétisme en salle de 1987 à Indianapolis ( États-Unis)
  -  Médaille d'or sur 1 500 m
- Championnats du monde d'athlétisme en salle de 1989 à Budapest ( Hongrie)
  -  Médaille d'or sur 1 500 m

### Championnats d'Europe d'athlétisme
- Championnats d'Europe d'athlétisme de 1982 à Athènes ( Grèce)
  - 6e sur 800 m
- Championnats d'Europe d'athlétisme de 1986 à Stuttgart ( Allemagne de l'Ouest)
  -  Médaille de bronze sur 1 500 m
- Championnats d'Europe d'athlétisme de 1990 à Split ( Yougoslavie)
  - 6e sur 1 500 m

### Championnats d'Europe d'athlétisme en salle
- Championnats d'Europe d'athlétisme en salle de 1982 à Milan ( Italie)
  -  Médaille d'or sur 800 m
- Championnats d'Europe d'athlétisme en salle de 1983 à Budapest ( Hongrie)
  - 4e sur 800 m
- Championnats d'Europe d'athlétisme en salle de 1984 à Göteborg ( Suède)
  -  Médaille d'argent sur 800 m
- Championnats d'Europe d'athlétisme en salle de 1985 au Pirée ( Grèce)
  -  Médaille d'or sur 1 500 m
- Championnats d'Europe d'athlétisme en salle de 1988 à Budapest ( Hongrie)
  -  Médaille d'or sur 1 500 m
- Championnats d'Europe d'athlétisme en salle de 1989 à La Haye ( Pays-Bas)
  -  Médaille d'or sur 800 m
- Championnats d'Europe d'athlétisme en salle de 1990 à Glasgow ( Écosse)
  -  Médaille d'or sur 1 500 m
- Championnats d'Europe d'athlétisme en salle de 1992 à Gênes ( Italie)
  -  Médaille de bronze sur 1 500 m